# Chiroroni
Chiroroni (arabisch چیرورونی) ist eine Siedlung auf der Komoreninsel Anjouan im Indischen Ozean.

## Geografie
Der Ort bildet zusammen mit Salapouani und Hamchako die südlichsten Siedlungen auf Anjouan. Südwestlich liegt der gleichnamige Strand (⊙).

## Klima
Nach dem Köppen-Geiger-System zeichnet sich Chiroroni durch ein tropisches Klima mit der Kurzbezeichnung Am aus. Die Temperaturen sind das ganze Jahr über konstant und liegen zwischen 20 °C und 25 °C.